# Publio Clodio Trásea Peto

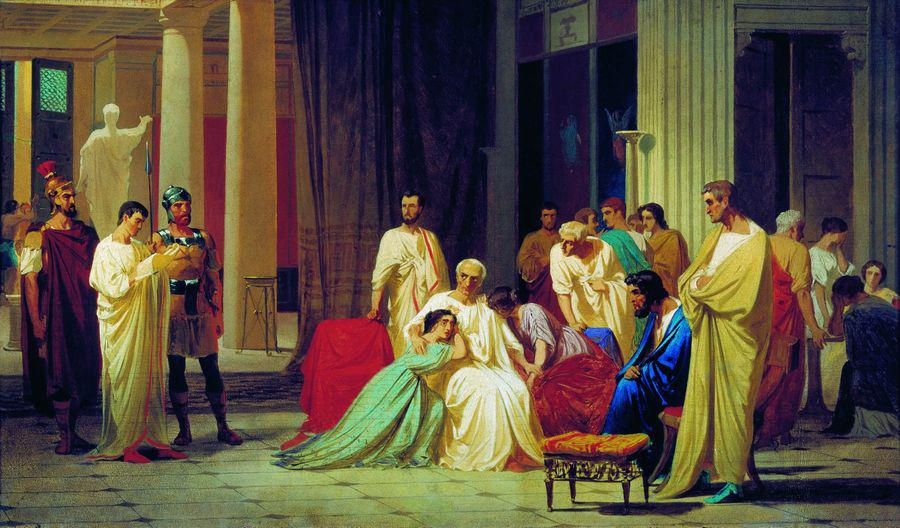
Cuestor leyendo la sentencia de muerte al senador Trásea Peto, de Fyodor Bronnikov.

Publio Clodio Trásea Peto  (m. 66) fue un senador romano del siglo I. Es notable sobre todo por su oposición a los principios del emperador Nerón y su interés en el estoicismo. Estaba casado con Arria la Menor, hija de Aulo Cecina Peto y de Arria la Mayor, suegra de Helvidio Prisco, y amigo y pariente por matrimonio del poeta Persio. Fue el miembro más destacado de la facción política conocida hoy como la oposición estoica.

## Orígenes y primeros años
Según Dión Casio, Trásea pertenecía a una familia distinguida y rica. Es cierto que esta familia venía de Patavium, pero se desconoce si nació allí o en Roma. Ciertamente, mantuvo estrechos vínculos con Patavium, y más tarde tomó un papel importante en el festival tradicional de la ciudad. Apenas se sabe con certeza de su carrera inicial, ni a través de cuya influencia logró ingresar en el Senado. Para el año 42, sin embargo, estaba casado con Cecinia Arria, hija de Aulo Cecina Peto (cónsul sufecto en el año 37). En ese año, Cecina estuvo implicado en la revuelta de Escriboniano contra Claudio, probablemente con el objetivo de restaurar la república. Según su hija Fannia, cuyo relato se conserva en una carta de Plinio el Joven, Trásea intentó sin éxito evitar que su suegra Arria se suicidara junto con su esposo. Probablemente fue después de la muerte de Cecina Peto cuando Trásea agregó el nombre de Peto al suyo, un paso muy inusual para un yerno y además que anunciaba su conexión con un enemigo del emperador.
No tenemos información sobre la cronología de su progresión por los rangos inferiores del cursus honorum. Es posible que su carrera política se hubiera estancado al menos en los primeros años del reinado de Claudio. Fue cónsul sufecto entre noviembre y diciembre del 56 bajo Nerón, tal vez debido a la influencia del consejero de Nerón, Séneca, que lo había precedido en el cargo ese mismo año. Probablemente no mucho después de esto, todavía estaba lo suficientemente a favor de Nerón como para recibir un sacerdocio honorífico como quindecimvir sacris faciundis. En el momento de su consulado también había adquirido un importante aliado político en su yerno Helvidio Prisco.
Existen algunos indicios de que el ascenso de Trásea a la fama pudo haber sido ayudado por su actividad en los tribunales. En algún momento entre el 52 y 62, probablemente ocupó algún cargo de gobernador provincial. Esta es la implicación de la declaración en la Vida de Persio de que el joven poeta 'viajó al extranjero' con su suegro. Los senadores normalmente no viajaban fuera de Italia simplemente por diversión.

## Actividad política bajo Nerón
En el 57, Trásea apoyó la causa de los cilicianos acusando a su último gobernador, Cosuciano Capitón, de extorsión, y la acusación tuvo éxito aparentemente en gran medida a través de su influencia. Pero la primera referencia de Tácito en los Anales se refiere al año siguiente, cuando sorprendió tanto a amigos como a enemigos al hablar en contra de una moción rutinaria en el Senado, una solicitud de los siracusanos de exceder el número legal de gladiadores en sus juegos. Las objeciones a esto, que Tácito atribuye a los «detractores» (anónimos) muestran, si es cierto, que Trásea ya tenía una reputación de oposición al statu quo y de dedicación al ideal de la libertad senatorial. A sus amigos, Trásea les explicó que no ignoraba el estado real del asunto, pero le dio al Senado el crédito de comprender que aquellos que prestaban atención a los asuntos triviales no pasarían por alto los más importantes.
En la primavera del año siguiente, mostró abiertamente su disgusto por el comportamiento de Nerón y la obsequiosidad del Senado después de que se leyera la carta del emperador que justificaba el asesinato de Agripina, y se propusieron varias mociones para felicitar a Nerón. El procedimiento senatorial requería que cada individuo, a su vez, diera su opinión sobre la moción, y Trásea decidió abandonar la reunión «ya que no podía decir lo que haría y no diría lo que podía» (Dión).
En el 62, el pretor Antistio Sosiano, que había escrito poemas abusivos sobre Nerón, fue acusado por cargo de maiestas por el viejo enemigo de Trásea, Cosuciano Capitón, quien recientemente había vuelto al Senado por la influencia de su suegro Tigelino. Trásea discrepó de la propuesta de imponer la pena de muerte y argumentó que la pena legal adecuada para tal delito era el exilio. Su punto de vista obtuvo el asentimiento de la mayoría, y finalmente fue aprobada, a pesar de una respuesta claramente desfavorable de Nerón, a quien los cónsules habían consultado para realizar la votación. Si Nerón habría tenido la intención de matar a Antistio o si, como muchos creían, deseaba mostrar su propia clemencia al salvarlo de una sentencia de muerte impuesta por el Senado, en cualquier caso, fue una seria molestia para sus planes.
En el mismo año, en el juicio del cretense Claudio Timarco en el Senado, se alegó que el acusado había dicho varias veces que estaba en su poder que el procónsul de Creta recibiese el agradecimiento de la provincia o no. Trásea propuso que tales abusos deberían evitarse mediante la prohibición de los votos de agradecimiento. Una vez más llevaba la mayoría, pero no se aprobó en senatus consultum hasta que los cónsules hubieran averiguado las opiniones del emperador.
El año siguiente dejó en claro el disgusto de Nerón con Trásea. Cuando una hija del emperador nació en Antium, el Senado en bloque lo felicitó, pero Trásea fue expresamente excluido por Nerón. Tales «renuncias de amistad» por parte del emperador eran normalmente el preludio de la muerte de la víctima, pero inesperadamente, Nerón pareció haber cambiado de opinión en este punto, tal vez debido a la dinámica de poder fluctuante con Tigelino, quien como suegro de Capitón podría suponerse que tuviese un fuerte motivo para desear la eliminación de Trásea. Se dice que cuando Nerón le dijo a Séneca que se había reconciliado con él, Séneca lo felicitó por recuperar una valiosa amistad, en lugar de alabarlo por su clemencia.
Sin embargo, en esa época, Trásea se retiró de la vida política. No sabemos exactamente cuándo tomó esta decisión (Tácito hace decir a Capitón en el 66 que «durante tres años no ha entrado en el Senado», pero la queja de Capitón en su contra es claramente contenciosa y posiblemente poco confiable. Pero ¿cuál sería el catalizador de semejante cambio, cuando estaba claro que tenía la intención, y entendimiento de una acción política, especialmente viniendo de alguien que previamente se había aplicado tan asiduamente a los asuntos del Senado? Podría ser una forma definitiva de protesta. Durante este tiempo, Trásea continuó cuidando los intereses de sus clientes. Probablemente también en este período escribió su Vida de Catón, donde elogió la defensa de la libertad senatorial contra César, con quien también compartió interés en el estoicismo. Esta obra, ahora perdida, fue una fuente importante para la vida de Plutarco de Catón el Joven.

## Juicio y muerte
En el 66, Cosuciano Capitón finalmente logró convencer a Nerón para que se moviera contra Trásea. Nerón pensó «enterrar» su ataque contra Trásea y simultáneamente sobre Barea Sorano actuando durante la visita del rey armenio Tiridates a Roma. En cualquier caso, comenzó excluyendo a Trásea de la recepción de Tiridates. Tal vez, como sugiere Tácito, deseaba asustarlo para que entrara en algún tipo de sumisión, pero su reacción fue simplemente preguntar cuáles eran los cargos en su contra y pedir tiempo para preparar una defensa, lo que implica probablemente que no había base legal para proceder contra él. Probablemente fuera cierto, a juzgar por la extraña naturaleza de algunas de las pruebas de apoyo alegadas por Capitón (como el no hacer sacrificios a la Voz Celestial del emperador), pero el juicio tendría lugar en el Senado. Trásea, después de consultar con sus amigos, decidió no asistir. También rechazó la oferta del joven Aruleno Rústico, uno de los tribunos, de usar su veto tribunicio contra el decreto del Senado, diciendo que tal acción simplemente pondría en peligro la vida del tribuno sin salvar la suya.
El día del juicio, el lugar de reunión del Senado estaba rodeado de cohortes armadas de la Guardia Pretoriana. Se leyó una carta de Nerón, sin mencionar nombres, pero culpando a los senadores de alto rango por descuidar sus deberes públicos. Luego Capitón habló en contra de Trásea, y fue seguido por Eprio Marcelo, a quien Tácito consideraba el orador más efectivo. No se mencionan discursos para la defensa. Los senadores no tenían otra alternativa que votar por la pena de muerte, en la forma de «libre elección de la muerte» (liberum mortis arbitrium), es decir, una orden de suicidio. En una acción separada, Barea Sorano y su hija Servilia también fueron condenados a muerte. Con Trásea fueron condenados, aunque a penas menores, a su yerno Helvidio Prisco y sus asociados Paconio Agripino y Curtio Montano.
Cuando la noticia llegó a Trásea en su villa suburbana, donde estaba con varios amigos y simpatizantes, se retiró a una habitación y se abrió las venas de ambos brazos. Al llamar al cuestor que había dictado la sentencia de muerte para testificarlo, identificó el derramamiento de su sangre como una libación para Iuppiter Liberator, «Júpiter que da libertad». El texto de Tácito se interrumpe en el momento en que Trásea estaba a punto de dirigirse a Demetrio, el filósofo cínico, con quien había conversado anteriormente sobre la naturaleza del alma. Su muerte, aunque dolorosa y prolongada, contenía alusiones a las muertes de Sócrates y Catón, y fue evidentemente presentada por su biógrafo Aruleno Rústico, y probablemente construida por él, como un modelo de fin digno, tranquilo y humano.

## En la cultura popular
- Trásea es mencionado en ¿Quo Vadis?, la novela de 1895 del premio Nobel Henryk Sienkiewicz.
- En el segundo capítulo de la novela de 1951 de Marguerite Yourcenar Memorias de Adriano, el emperador alude a la compostura de Trásea frente a la muerte cuando reflexiona: «Si alguna vez debo someterme a tortura (y la enfermedad sin duda se encargará de eso), no puedo estar seguro de mantener la impasibilidad de un Trásea, pero al menos tendré el recurso de resignarme a mis gritos».